# رفيع أباد (برزاوند)
رفیع أباد (بالفارسية: رفیع‌آباد) هي قرية تقع في إيران في قسم برزاوند الريفي. يقدر عدد سكانها بـ 18 نسمة .